# Huésped (cuento)
Huésped, o Anfitriona, (en el inglés original Hostess) es un cuento de ciencia ficción del escritor estadounidense Isaac Asimov.  Se publicó por primera vez en el número de mayo de 1951 de la revista Galaxy Science Fiction y fue reimpreso en la colección de 1969 Anochecer y otros cuentos. En español fue incluida en la colección Cuentos completos.

La historia trata de un médico alienígena quién visita la Tierra para investigar el hecho que únicamente los seres humanos dejan de crecer para luego morir a una edad avanzada. Su idea del porqué esto sucede es probada de una manera inesperada.

## Resumen
La humanidad se ha extendido fuera de la galaxia y contactado con otras cuatro razas no humanas. Mientras que las otras cuatro comparten muchas semejanzas, los humanos son únicos entre las cinco razas de muchas maneras.
Harg Tholan, un médico e investigador del Planeta Hawkin, visita la Tierra para trabajar en el Instituto Jenkins. Rose Smollett, una bióloga e investigadora en el Instituto, ofrece hospedarlo mientras esté en la Tierra. Su marido, Drake, inicialmente reacciona a la presencia de Tholan con un asco disimulado. Durante la cena en su primera noche junta, Drake empieza a interrogar a Tholan sobre su necesidad de respirar cianuro periódicamente y qué pasa si él no lo hace. El disgusto de Drake se apaga y es reemplazado por un interés intenso. Él y Tholan hablan durante horas sobre diversos asuntos.
Durante la conversación, Tholan menciona que está en la Tierra investigando una enfermedad conocida como "Muerte por Inhibición". Tholan perfila un número de características únicas en los seres humanos: son la única raza inteligente que es carnívora, carecen de cualquier clase de capacidad telepática, y, para sorpresa de los Smollett, son la única raza en envejecer y morir. Tholan revela que las otras razas normalmente viven durante siglos, creciendo constantemente. La muerte sucede por inhibición del crecimiento, llevando a una muerte en una manera parecida a la humana. Nota que los planetas más cercanos a la tierra padecen los índices más altos, siendo ésta la causa por la que decidió venir a la Tierra, para estudiar el fenómeno del envejecimiento con la esperanza de comprender así la enfermedad.
Drake revela que es policía. Esto incita a Tholan a preguntar si puede visitar una estación del departamento de Personas Desaparecidas. El alienígena nota que los enlaces telepáticos entre los miembros de las otras razas hacen imposible la idea de una persona desaparecida, y que esto, también, es un comportamiento conocido solo entre humanos. Se muestra fascinado por la idea, y Drake accede a llevarlo a una estación policial al día siguiente.
De hecho, Drake es miembro de la Junta Global de Seguridad. Aquella noche,  menciona a Rose que Tholan había estado preguntando sobre él antes de su visita, y concluye que está allí para verle a él, no a Rose. Intrigada, y entreviendo la posibilidad de que Tholan sea un impostor, al día siguiente Rose lee algunos de los trabajos de Tholan, lo que hace que abandone aquella idea. Empieza a considerar la posibilidad de que la enfermedad haya sido creada en la Tierra como una forma de arma biológica, pero rechaza la idea como algo casi imposible dada la casi completa carencia de conocimiento sobre fisiología alienígena. Considerando a Drake, empieza a preguntarse si él se casó con ella específicamente para conocer Tholan, pero otra vez rechaza la posibilidad. Revisando la conversación entera entre Tholan y Drake la noche anterior,  nota que hay un momento extremadamente extraño, Drake parece sobresaltarse ante la mención educada de Tholan de que ella es una buena anfitriona.
Más tarde esa noche menciona su búsqueda a Drake. Él le pregunta si Tholan tiene alguna conclusión aproximada de cómo se expande la enfermedad. Drake inmediatamente afronta a Tholan, reclamándole que conteste unas preguntas. Tholan admite que ha llegado a una conclusión sobre la causa de la enfermedad, pero sus métodos son repugnantes a otros Hawkinitas, así que tiene que mantenerlo en secreto. Explica que la enfermedad ha estado en la Tierra durante millones de años, y los animales más complejos viven con ella dentro de su ADN, parcialmente inmunes a sus efectos pero sufriendo paulatinamente sus efectos a largo plazo. Para extenderse, la enfermedad controla el comportamiento humano, instando a hombres a desaparecer en el espacio en naves de manera inesperada para poder infectar anfitriones nuevos. Nota que con el desarrollo del viaje interestelar, casi todas las personas desaparecidas han huido para contactar alienígenas.
Tras admitir que es el único en haber desarrollado tal teoría, Drake le mata. Dice que lo hizo para acabar con una teoría irracional, temiendo que provocara una guerra interestelar. Pero Rose se da cuenta de que no es el caso, que él y la Junta de Seguridad tuvieron ser conscientes de la teoría de Tholan ya. Nota la reacción de Drake cuando Tholan usa el término "anfitriona" y su mención inusual a los mosquitos, como vectores de enfermedades. Divertido por el hecho de ser tan transparente en sus expresiones, Drake explica que son de hecho conscientes de la enfermedad, pero no pueden hacer nada sobre ello. El parásito ahora vive en una relación simbiótica, sus propiedades que inhiben el crecimiento impiden que el cáncer acabe con todo el mundo. Drake se va con el cuerpo de Tholan para nunca regresar.
Reflexionando sobre el tema, Rose se da cuenta de que Drake mintió. La enfermedad no puede inhibir el cáncer, porque los niños adquieren el cáncer mientras todavía están creciendo, antes de que la enfermedad se haya expresado. Esto la lleva a darse cuenta la acción real de la enfermedad:  hay dos formas y necesitan mezclar genes antes de producir una forma que pueda esparcirse en los alienígenas. Este es el porqué Drake se casó con ella. El parásito se apareaba antes de enviarle al espacio a esparcir sus esporas.

## Adaptaciones
"Huésped" fue adaptada para radio en las series de la antología X Minus One, siendo transmitida por vez primera el 12 de diciembre de 1956.